# Ove Sprogøes Plads
Ove Sprogøes Plads er en plads i Odense, navngivet i 2005 efter skuespilleren Ove Sprogøe, som blev født i byen i 1919.
Pladsen opstod ved at man i midten af 1980'erne lukkede en del af Jernbanegade mellem Gråbrødre Plads og Vestergade for trafik. Pladsen er siden blev belagt med fliser og er i dag præget af udendørsservering fra de omkringliggende caféer. Pladsen ligger i tilknytning til gågaden og er et af de mest besøgte restaurations- og cafeområder i Odense om sommeren.
Pladsen fik officielt sit navn ved afsløringen af navnepladen den 24. oktober 2005. Afsløringen blev forestået af Ove Sprogøes søn Henning Sprogøe og skuespillerkollegaen Morten Grunwald. Seancen blev desuden overværet af Ove Sprogøes to øvrige sønner, Sven og Jørgen, og akkompagneret af jazzorkesteret Odense Banden, der spillede kendingsmelodien fra Olsen-Banden-filmene.